# 석회화

심혈관 석회화의 DDC-SEM 현미경 사진.

석회화(石灰化, calcification)는 신체 조직 내에 칼슘염이 축적되는 것이다. 보통 뼈의 형성 시 발생하지만 연조직에 비정상적으로 축적될 수 있으며 이로 인해 딱딱해지게 된다. 석회화는 광물 균형이 있는지의 여부에 따라, 또 석회화의 위치에 따라 분류할 수 있다.

## 형성 위치
- 신장결석
- 담석
- 편도결석

## 진단
진단 시 맥관 석회화의 경우 문제가 되는 부위의 초음파 및 방사선 촬영으로 충분하다.

## 치료
비타민 K가 정상인 경우 비타민 D를 더 섭취함으로써 높아진 칼슘/비타민 D 비율의 치료를 진행할 수 있다.

## 같이 보기
- 솔방울샘